# Patricia Sarrapio
Patricia Sarrapio Martín (Madrid, 16 de noviembre de 1982) es una atleta española especializada en triple salto. Compitió en los Juegos Olímpicos de Londres 2012 y Río de Janeiro 2016. Ha sido 12 veces campeona de España en triple salto, cinco al aire libre y siete en pista cubierta.

## Competiciones internacionales
| Representando a España en triple salto \| Año \| Competición \| Sede \| Puesto \| Marca \| \| ---- \| -------------------------------------- \| ----------------- \| ----------------- \| ----- \| \| 2000 \| Campeonato del Mundo Júnior \| Santiago de Chile \| 17.ª (calif.) \| 12.66 \| \| 2001 \| Campeonato de Europa Júnior \| Grosseto \| 8.ª \| 13.15 \| \| 2005 \| Juegos Mediterráneos \| Almería \| 8.ª \| 13.53 \| \| 2006 \| Campeonato Iberoamericano \| Ponce \| Medalla de oro \| 13.82 \| \| 2006 \| Campeonato de Europa \| Gotemburgo \| 18.ª (calif.) \| 13.57 \| \| 2007 \| Campeonato de Europa en Pista Cubierta \| Birmingham \| 9.ª (calif.) \| 13.73 \| \| 2007 \| Campeonato del Mundo \| Osaka \| 22ª (calif.) \| 13.55 \| \| 2008 \| Campeonato del Mundo en Pista Cubierta \| Valencia \| 12.ª (calif.) \| 13.86 \| \| 2009 \| Campeonato de Europa en Pista Cubierta \| Turín \| 15.ª (calif.) \| 13.73 \| \| 2010 \| Campeonato Iberoamericano \| San Fernando \| Medalla de bronce \| 14.10 \| \| 2010 \| Campeonato de Europa \| Barcelona \| 21ª (calif.) \| 13.21 \| \| 2011 \| Campeonato de Europa en Pista Cubierta \| París \| 8.ª (calif.)[n 1] \| 13.98 \| \| 2011 \| Campeonato del Mundo \| Daegu \| 34.ª (calif.) \| 13.12 \| \| 2012 \| Campeonato del Mundo en Pista Cubierta \| Estambul \| – \| NM \| \| 2012 \| Campeonato de Europa \| Helsinki \| 16.ª (calif.) \| 13.90 \| \| 2012 \| Juegos Olímpicos \| Londres \| 26ª (calif.) \| 13.64 \| \| 2013 \| Campeonato de Europa en Pista Cubierta \| Gotemburgo \| 5.ª \| 14.07 \| \| 2014 \| Campeonato de Europa \| Zúrich \| 17.ª (calif.) \| 13.41 \| \| 2015 \| Campeonato de Europa en Pista Cubierta \| Praga \| 18.ª (calif.) \| 13.47 \| \| 2016 \| Campeonato de Europa \| Ámsterdam \| 19.ª (calif.) \| 13.46 \| \| 2016 \| Juegos Olímpicos \| Río de Janeiro \| 31.ª (calif.) \| 13.35 \| \| 2018 \| Campeonato de Europa \| Berlín \| 20.ª (calif.) \| 13.87 \| \| 2019 \| Campeonato de Europa en Pista Cubierta \| Glasgow \| 12.ª (calif.) \| 13.67 \| \| 2019 \| Campeonato del Mundo \| Doha \| 23ª (calif.) \| 13.58 \| | Representando a España en triple salto \| Año \| Competición \| Sede \| Puesto \| Marca \| \| ---- \| -------------------------------------- \| ----------------- \| ----------------- \| ----- \| \| 2000 \| Campeonato del Mundo Júnior \| Santiago de Chile \| 17.ª (calif.) \| 12.66 \| \| 2001 \| Campeonato de Europa Júnior \| Grosseto \| 8.ª \| 13.15 \| \| 2005 \| Juegos Mediterráneos \| Almería \| 8.ª \| 13.53 \| \| 2006 \| Campeonato Iberoamericano \| Ponce \| Medalla de oro \| 13.82 \| \| 2006 \| Campeonato de Europa \| Gotemburgo \| 18.ª (calif.) \| 13.57 \| \| 2007 \| Campeonato de Europa en Pista Cubierta \| Birmingham \| 9.ª (calif.) \| 13.73 \| \| 2007 \| Campeonato del Mundo \| Osaka \| 22ª (calif.) \| 13.55 \| \| 2008 \| Campeonato del Mundo en Pista Cubierta \| Valencia \| 12.ª (calif.) \| 13.86 \| \| 2009 \| Campeonato de Europa en Pista Cubierta \| Turín \| 15.ª (calif.) \| 13.73 \| \| 2010 \| Campeonato Iberoamericano \| San Fernando \| Medalla de bronce \| 14.10 \| \| 2010 \| Campeonato de Europa \| Barcelona \| 21ª (calif.) \| 13.21 \| \| 2011 \| Campeonato de Europa en Pista Cubierta \| París \| 8.ª (calif.)[n 1] \| 13.98 \| \| 2011 \| Campeonato del Mundo \| Daegu \| 34.ª (calif.) \| 13.12 \| \| 2012 \| Campeonato del Mundo en Pista Cubierta \| Estambul \| – \| NM \| \| 2012 \| Campeonato de Europa \| Helsinki \| 16.ª (calif.) \| 13.90 \| \| 2012 \| Juegos Olímpicos \| Londres \| 26ª (calif.) \| 13.64 \| \| 2013 \| Campeonato de Europa en Pista Cubierta \| Gotemburgo \| 5.ª \| 14.07 \| \| 2014 \| Campeonato de Europa \| Zúrich \| 17.ª (calif.) \| 13.41 \| \| 2015 \| Campeonato de Europa en Pista Cubierta \| Praga \| 18.ª (calif.) \| 13.47 \| \| 2016 \| Campeonato de Europa \| Ámsterdam \| 19.ª (calif.) \| 13.46 \| \| 2016 \| Juegos Olímpicos \| Río de Janeiro \| 31.ª (calif.) \| 13.35 \| \| 2018 \| Campeonato de Europa \| Berlín \| 20.ª (calif.) \| 13.87 \| \| 2019 \| Campeonato de Europa en Pista Cubierta \| Glasgow \| 12.ª (calif.) \| 13.67 \| \| 2019 \| Campeonato del Mundo \| Doha \| 23ª (calif.) \| 13.58 \| | Representando a España en triple salto \| Año \| Competición \| Sede \| Puesto \| Marca \| \| ---- \| -------------------------------------- \| ----------------- \| ----------------- \| ----- \| \| 2000 \| Campeonato del Mundo Júnior \| Santiago de Chile \| 17.ª (calif.) \| 12.66 \| \| 2001 \| Campeonato de Europa Júnior \| Grosseto \| 8.ª \| 13.15 \| \| 2005 \| Juegos Mediterráneos \| Almería \| 8.ª \| 13.53 \| \| 2006 \| Campeonato Iberoamericano \| Ponce \| Medalla de oro \| 13.82 \| \| 2006 \| Campeonato de Europa \| Gotemburgo \| 18.ª (calif.) \| 13.57 \| \| 2007 \| Campeonato de Europa en Pista Cubierta \| Birmingham \| 9.ª (calif.) \| 13.73 \| \| 2007 \| Campeonato del Mundo \| Osaka \| 22ª (calif.) \| 13.55 \| \| 2008 \| Campeonato del Mundo en Pista Cubierta \| Valencia \| 12.ª (calif.) \| 13.86 \| \| 2009 \| Campeonato de Europa en Pista Cubierta \| Turín \| 15.ª (calif.) \| 13.73 \| \| 2010 \| Campeonato Iberoamericano \| San Fernando \| Medalla de bronce \| 14.10 \| \| 2010 \| Campeonato de Europa \| Barcelona \| 21ª (calif.) \| 13.21 \| \| 2011 \| Campeonato de Europa en Pista Cubierta \| París \| 8.ª (calif.)[n 1] \| 13.98 \| \| 2011 \| Campeonato del Mundo \| Daegu \| 34.ª (calif.) \| 13.12 \| \| 2012 \| Campeonato del Mundo en Pista Cubierta \| Estambul \| – \| NM \| \| 2012 \| Campeonato de Europa \| Helsinki \| 16.ª (calif.) \| 13.90 \| \| 2012 \| Juegos Olímpicos \| Londres \| 26ª (calif.) \| 13.64 \| \| 2013 \| Campeonato de Europa en Pista Cubierta \| Gotemburgo \| 5.ª \| 14.07 \| \| 2014 \| Campeonato de Europa \| Zúrich \| 17.ª (calif.) \| 13.41 \| \| 2015 \| Campeonato de Europa en Pista Cubierta \| Praga \| 18.ª (calif.) \| 13.47 \| \| 2016 \| Campeonato de Europa \| Ámsterdam \| 19.ª (calif.) \| 13.46 \| \| 2016 \| Juegos Olímpicos \| Río de Janeiro \| 31.ª (calif.) \| 13.35 \| \| 2018 \| Campeonato de Europa \| Berlín \| 20.ª (calif.) \| 13.87 \| \| 2019 \| Campeonato de Europa en Pista Cubierta \| Glasgow \| 12.ª (calif.) \| 13.67 \| \| 2019 \| Campeonato del Mundo \| Doha \| 23ª (calif.) \| 13.58 \| | Representando a España en triple salto \| Año \| Competición \| Sede \| Puesto \| Marca \| \| ---- \| -------------------------------------- \| ----------------- \| ----------------- \| ----- \| \| 2000 \| Campeonato del Mundo Júnior \| Santiago de Chile \| 17.ª (calif.) \| 12.66 \| \| 2001 \| Campeonato de Europa Júnior \| Grosseto \| 8.ª \| 13.15 \| \| 2005 \| Juegos Mediterráneos \| Almería \| 8.ª \| 13.53 \| \| 2006 \| Campeonato Iberoamericano \| Ponce \| Medalla de oro \| 13.82 \| \| 2006 \| Campeonato de Europa \| Gotemburgo \| 18.ª (calif.) \| 13.57 \| \| 2007 \| Campeonato de Europa en Pista Cubierta \| Birmingham \| 9.ª (calif.) \| 13.73 \| \| 2007 \| Campeonato del Mundo \| Osaka \| 22ª (calif.) \| 13.55 \| \| 2008 \| Campeonato del Mundo en Pista Cubierta \| Valencia \| 12.ª (calif.) \| 13.86 \| \| 2009 \| Campeonato de Europa en Pista Cubierta \| Turín \| 15.ª (calif.) \| 13.73 \| \| 2010 \| Campeonato Iberoamericano \| San Fernando \| Medalla de bronce \| 14.10 \| \| 2010 \| Campeonato de Europa \| Barcelona \| 21ª (calif.) \| 13.21 \| \| 2011 \| Campeonato de Europa en Pista Cubierta \| París \| 8.ª (calif.)[n 1] \| 13.98 \| \| 2011 \| Campeonato del Mundo \| Daegu \| 34.ª (calif.) \| 13.12 \| \| 2012 \| Campeonato del Mundo en Pista Cubierta \| Estambul \| – \| NM \| \| 2012 \| Campeonato de Europa \| Helsinki \| 16.ª (calif.) \| 13.90 \| \| 2012 \| Juegos Olímpicos \| Londres \| 26ª (calif.) \| 13.64 \| \| 2013 \| Campeonato de Europa en Pista Cubierta \| Gotemburgo \| 5.ª \| 14.07 \| \| 2014 \| Campeonato de Europa \| Zúrich \| 17.ª (calif.) \| 13.41 \| \| 2015 \| Campeonato de Europa en Pista Cubierta \| Praga \| 18.ª (calif.) \| 13.47 \| \| 2016 \| Campeonato de Europa \| Ámsterdam \| 19.ª (calif.) \| 13.46 \| \| 2016 \| Juegos Olímpicos \| Río de Janeiro \| 31.ª (calif.) \| 13.35 \| \| 2018 \| Campeonato de Europa \| Berlín \| 20.ª (calif.) \| 13.87 \| \| 2019 \| Campeonato de Europa en Pista Cubierta \| Glasgow \| 12.ª (calif.) \| 13.67 \| \| 2019 \| Campeonato del Mundo \| Doha \| 23ª (calif.) \| 13.58 \| | Representando a España en triple salto \| Año \| Competición \| Sede \| Puesto \| Marca \| \| ---- \| -------------------------------------- \| ----------------- \| ----------------- \| ----- \| \| 2000 \| Campeonato del Mundo Júnior \| Santiago de Chile \| 17.ª (calif.) \| 12.66 \| \| 2001 \| Campeonato de Europa Júnior \| Grosseto \| 8.ª \| 13.15 \| \| 2005 \| Juegos Mediterráneos \| Almería \| 8.ª \| 13.53 \| \| 2006 \| Campeonato Iberoamericano \| Ponce \| Medalla de oro \| 13.82 \| \| 2006 \| Campeonato de Europa \| Gotemburgo \| 18.ª (calif.) \| 13.57 \| \| 2007 \| Campeonato de Europa en Pista Cubierta \| Birmingham \| 9.ª (calif.) \| 13.73 \| \| 2007 \| Campeonato del Mundo \| Osaka \| 22ª (calif.) \| 13.55 \| \| 2008 \| Campeonato del Mundo en Pista Cubierta \| Valencia \| 12.ª (calif.) \| 13.86 \| \| 2009 \| Campeonato de Europa en Pista Cubierta \| Turín \| 15.ª (calif.) \| 13.73 \| \| 2010 \| Campeonato Iberoamericano \| San Fernando \| Medalla de bronce \| 14.10 \| \| 2010 \| Campeonato de Europa \| Barcelona \| 21ª (calif.) \| 13.21 \| \| 2011 \| Campeonato de Europa en Pista Cubierta \| París \| 8.ª (calif.)[n 1] \| 13.98 \| \| 2011 \| Campeonato del Mundo \| Daegu \| 34.ª (calif.) \| 13.12 \| \| 2012 \| Campeonato del Mundo en Pista Cubierta \| Estambul \| – \| NM \| \| 2012 \| Campeonato de Europa \| Helsinki \| 16.ª (calif.) \| 13.90 \| \| 2012 \| Juegos Olímpicos \| Londres \| 26ª (calif.) \| 13.64 \| \| 2013 \| Campeonato de Europa en Pista Cubierta \| Gotemburgo \| 5.ª \| 14.07 \| \| 2014 \| Campeonato de Europa \| Zúrich \| 17.ª (calif.) \| 13.41 \| \| 2015 \| Campeonato de Europa en Pista Cubierta \| Praga \| 18.ª (calif.) \| 13.47 \| \| 2016 \| Campeonato de Europa \| Ámsterdam \| 19.ª (calif.) \| 13.46 \| \| 2016 \| Juegos Olímpicos \| Río de Janeiro \| 31.ª (calif.) \| 13.35 \| \| 2018 \| Campeonato de Europa \| Berlín \| 20.ª (calif.) \| 13.87 \| \| 2019 \| Campeonato de Europa en Pista Cubierta \| Glasgow \| 12.ª (calif.) \| 13.67 \| \| 2019 \| Campeonato del Mundo \| Doha \| 23ª (calif.) \| 13.58 \| |
| Año | Competición | Sede | Puesto | Marca |
| --- | --- | --- | --- | --- |
| 2000 | Campeonato del Mundo Júnior | Santiago de Chile | 17.ª (calif.) | 12.66 |
| 2001 | Campeonato de Europa Júnior | Grosseto | 8.ª | 13.15 |
| 2005 | Juegos Mediterráneos | Almería | 8.ª | 13.53 |
| 2006 | Campeonato Iberoamericano | Ponce | Medalla de oro | 13.82 |
| 2006 | Campeonato de Europa | Gotemburgo | 18.ª (calif.) | 13.57 |
| 2007 | Campeonato de Europa en Pista Cubierta | Birmingham | 9.ª (calif.) | 13.73 |
| 2007 | Campeonato del Mundo | Osaka | 22ª (calif.) | 13.55 |
| 2008 | Campeonato del Mundo en Pista Cubierta | Valencia | 12.ª (calif.) | 13.86 |
| 2009 | Campeonato de Europa en Pista Cubierta | Turín | 15.ª (calif.) | 13.73 |
| 2010 | Campeonato Iberoamericano | San Fernando | Medalla de bronce | 14.10 |
| 2010 | Campeonato de Europa | Barcelona | 21ª (calif.) | 13.21 |
| 2011 | Campeonato de Europa en Pista Cubierta | París | 8.ª (calif.) | 13.98 |
| 2011 | Campeonato del Mundo | Daegu | 34.ª (calif.) | 13.12 |
| 2012 | Campeonato del Mundo en Pista Cubierta | Estambul | – | NM |
| 2012 | Campeonato de Europa | Helsinki | 16.ª (calif.) | 13.90 |
| 2012 | Juegos Olímpicos | Londres | 26ª (calif.) | 13.64 |
| 2013 | Campeonato de Europa en Pista Cubierta | Gotemburgo | 5.ª | 14.07 |
| 2014 | Campeonato de Europa | Zúrich | 17.ª (calif.) | 13.41 |
| 2015 | Campeonato de Europa en Pista Cubierta | Praga | 18.ª (calif.) | 13.47 |
| 2016 | Campeonato de Europa | Ámsterdam | 19.ª (calif.) | 13.46 |
| 2016 | Juegos Olímpicos | Río de Janeiro | 31.ª (calif.) | 13.35 |
| 2018 | Campeonato de Europa | Berlín | 20.ª (calif.) | 13.87 |
| 2019 | Campeonato de Europa en Pista Cubierta | Glasgow | 12.ª (calif.) | 13.67 |
| 2019 | Campeonato del Mundo | Doha | 23ª (calif.) | 13.58 |

1. ↑  No disputó la final por ser inicialmente novena en la calificación, pasando solo las ocho primeras; años más tarde fue reclasificada octava al ser descalificada Athanasia Perra por dopaje.

## Campeonatos de España
Patricia Sarrapio ha sido veintiocho veces campeona de España de triple salto y dos de salto de longitud, en distintas categorías.
Triple salto
- Absoluta: cinco al aire libre (2011-13, 2016 y 2020) y siete en pista cubierta (2008, 2009, 2011-13, 2015, 2019)
- Sub-23: tres al aire libre (2002-04) y tres en pista cubierta (2002-04)
- Sub-20: dos al aire libre (2000-01) y dos en pista cubierta (2000-01)
- Sub-18: una al aire libre (1999) y una en pista cubierta (1999)
- Sub-16: una al aire libre (1998) y una en pista cubierta (1998)
- Universitaria: dos veces (2006-07)

Salto de longitud
- Sub-23: una en pista cubierta (2002)
- Sub-20: una al aire libre (2001)

## Vida personal
Sarrapio  es profesora de Educación Primaria en un colegio de Madrid. Por las tardes entrena, compaginando su profesión con su actividad como atleta de alta competición.